# Alexandru Chișlari
Alexandru Chișlari (n. 20 august 1934, Răcăria, raionul Rîșcani, Republica Moldova) este un fost activist de partid și de stat din RSSM, actualmente pensionar.

## Biografie
Provine din familia țăranului Ștefan Chișlari. A studiat 4 clase românești la școala din sat înainte de 1940 și în anii războiului, iar cea de a doua a urmat-o în școala sovietică în anul 1940-1941. În anul 1948 a absolvit școala de 7 clase în sat. Membru ULCT din 1948. În anul 1950 a finalizat 10 clase la Râșcani. În anii 1954-1957 este mecanic. Intră în PCUS. În anii 1957-1962 studiază la Institutul agricol în numele  lui Frunze de la Chișinău. Ulterior lucrează inginer de rând, director al Asociației raionale de producție „Moldselhoztehnica”, vice-președinte al Asociației republicane „Moldselhoztehnica”. În timpul unui seminar cu  agricultorii la Micăuți este observat de Ivan Bodiul și , în anul 1966 este numit secratar I în raionul nou format Telenești. În anul 1967 a refuzat să continue studiile la Școala superioară de partid, preferând să conducă raionul Telenești.  S-a aflat la conducerea raionului timp de 10 ani. 
În anii 1977-1984 a fost Secretar I în raionul Orhei.
- Este ministru al meliorației din RSSM în anii 1984-1987
- Ministru al asistenței sociale din RSSM în anii 1987-1990
- Secretar general al Camerei de comerț și industrie din RSSM, care era o instituție de Stat.

Este pasionat de viticultură, cu care se ocupă în timpul liber
Soție – Anastasia. Are doi copii: Sergiu (n. 1959), inginer-mecanic, și Irina (n. 1962, în căsătorie Paholko), economist în finanțe, a absolvit Universitatea de Stat din Moldova.

## Publicații
Страницы моей жизни

## Decorații
- Ordine și medalii ale URSS